# Jezioro Łukie
Jezioro Łukie – największe jezioro na terenie Poleskiego Parku Narodowego (gmina Urszulin, powiat włodawski, województwo lubelskie). Zbiornik eutroficzny z bogatą roślinnością nawodną i szuwarową, ewoluujący w kierunku jeziora dystroficznego. 
Na przestrzeni lat 1952–1992 nastąpił znaczący proces zarastania jeziora ze wszystkich stron, utworzyły się również trzy wyspy roślinności nawodnej w północnej jego części. Odnotowano ponadto wyschnięcie odcinka jeziora wysuniętego na południowy wschód.

## Szlaki turystyczne
Nad jeziorem przebiega  ścieżka przyrodnicza „Spławy” ze wsi Stare Załucze oraz  czarny szlak turystyczny do Zawadówki.